# Rue des Frères-d'Astier-de-La-Vigerie
La rue des Frères-d'Astier-de-La-Vigerie est une voie du 13e arrondissement de Paris, en France.

## Situation et accès

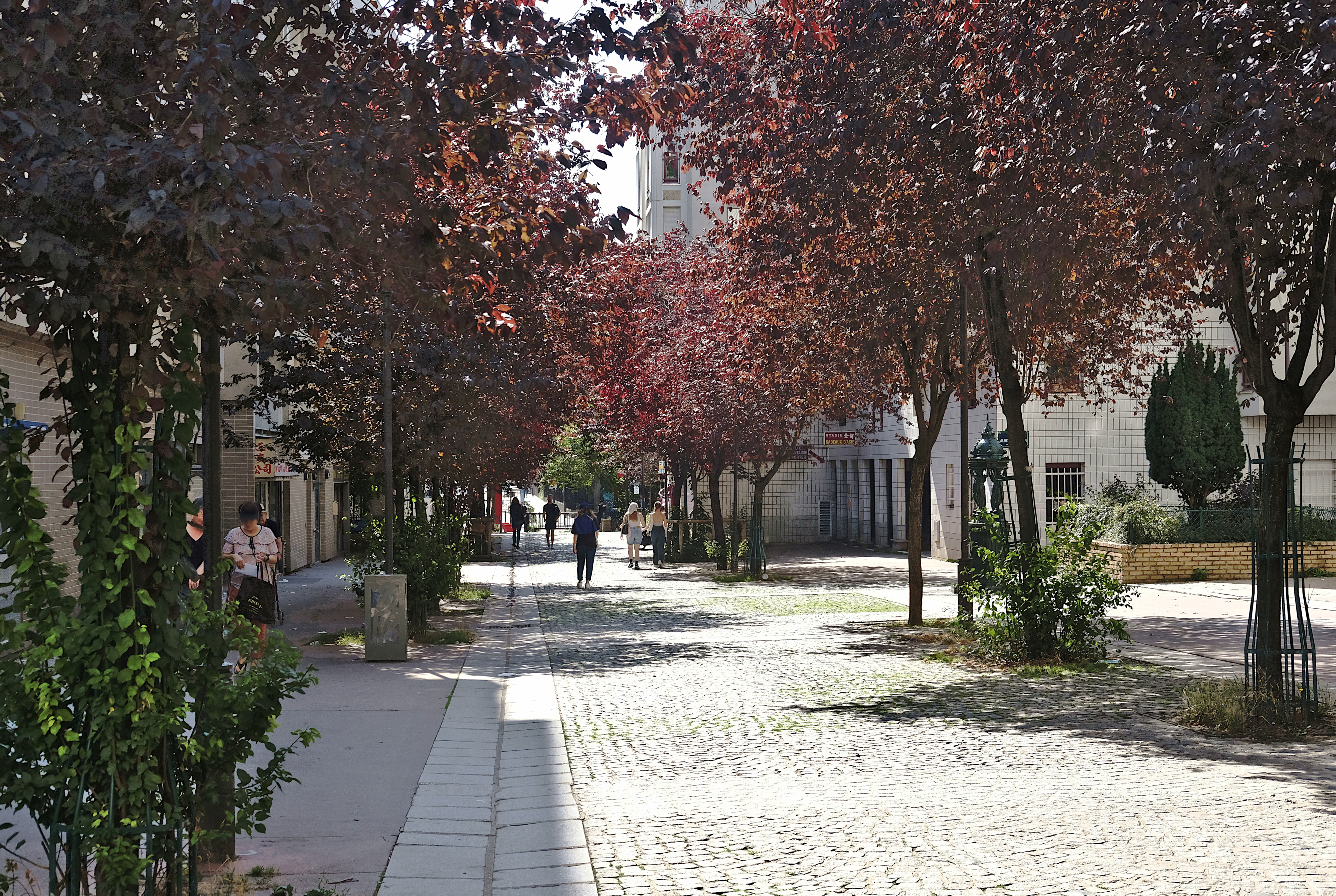
La rue vue de l'avenue d'Ivry en juillet 2024.

La rue des Frères-d'Astier-de-La-Vigerie est une voie piétonnière publique située dans le 13e arrondissement de Paris. Elle débute au 73, avenue d'Ivry et se termine au 66, avenue de Choisy.

## Origine du nom
Elle porte le nom de trois frères compagnons de la Libération : François, Henri et Emmanuel d'Astier de la Vigerie.

## Historique
La voie est créée, entre 1976 et 1979, dans le cadre de l'aménagement de la ZAC Baudricourt, sous le nom provisoire de « voie AV/13 » ; elle prend sa dénomination actuelle le 26 décembre 1983. 